# ルイ＝ピエール・アンリケル＝デュポン
ルイ＝ピエール・アンリケル＝デュポン（Louis-Pierre Henriquel-Dupont、1797年6月13日 - 1892年1月20日）は、フランスの版画家である。

## 略歴
パリで生まれた。父親のジョゼフ・ピエール・アンリケル（Joseph Pierre Henriquel: 1747-1826）はルーアン生まれの版画家で、デュポンの通称で活動していて、父親から美術を学んだ。1811年から1814年の間は、パリの美術学校で学び、1812年から画家のピエール＝ナルシス・ゲランの学生になった。ゲランの勧めで銅版画に取り組み、版画家のシャルル・クレマン・ヴァルヴェー（Charles Clément Balvay: 1756-1822）の版画を研究した。
1816年からコンテストに参加を始め、1818年のローマ賞の凹版画部門で3位になった後、自らの工房を開いた。絵入り本の出版社のために働いた後、1822年にアンソニー・ヴァン・ダイクの肖像画の複製版画を出版し、その後、一連の有名な画家の絵画の複製版画の出版を続け、その際立った技術が認められた。アンリケル＝デュポンが複製版画を制作した画家の作品にはポール・ドラローシュやドミニク・アングルなどの同時代の画家の作品やパオロ・ヴェロネーゼなどのルネサンスの画家の作品もある。
1849年に芸術アカデミーの会員に選ばれた。1863年からパリ国立高等美術学校の教授を務め、1868年にフランス版画家協会（Société française de gravure）を設立した。レジオンドヌール勲章は1831年にシュヴァリエ、1855年にオフィシエ、1876年にコマンドゥールを受勲した。1867年にはベルギーのレオポルト勲章も受勲した。

## 作品

ポール・ドラローシュ作品の複製版画
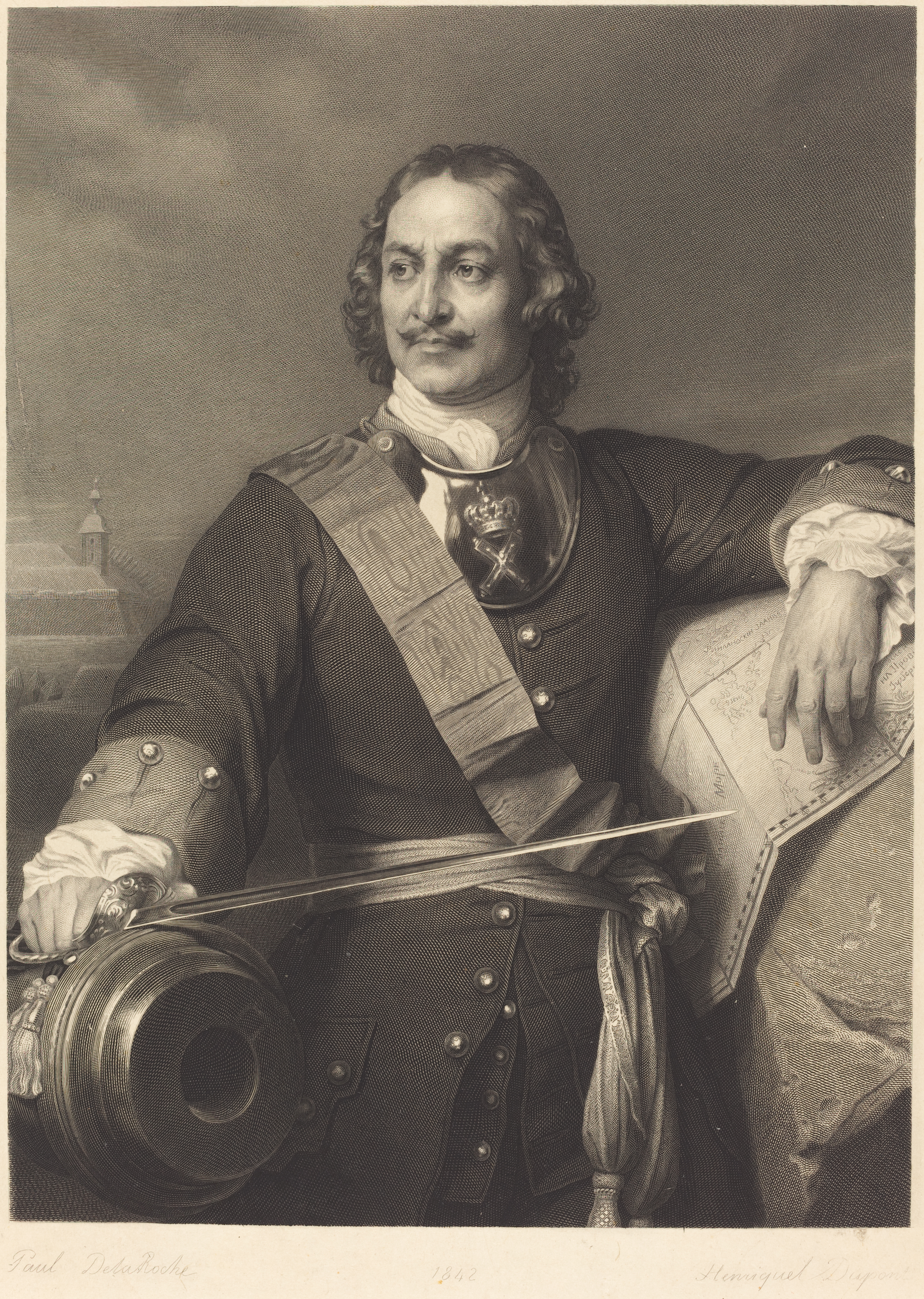
ポール・ドラローシュ作品の複製版画「ピョートル大帝」
ドミニク・アングル作品の複製版画
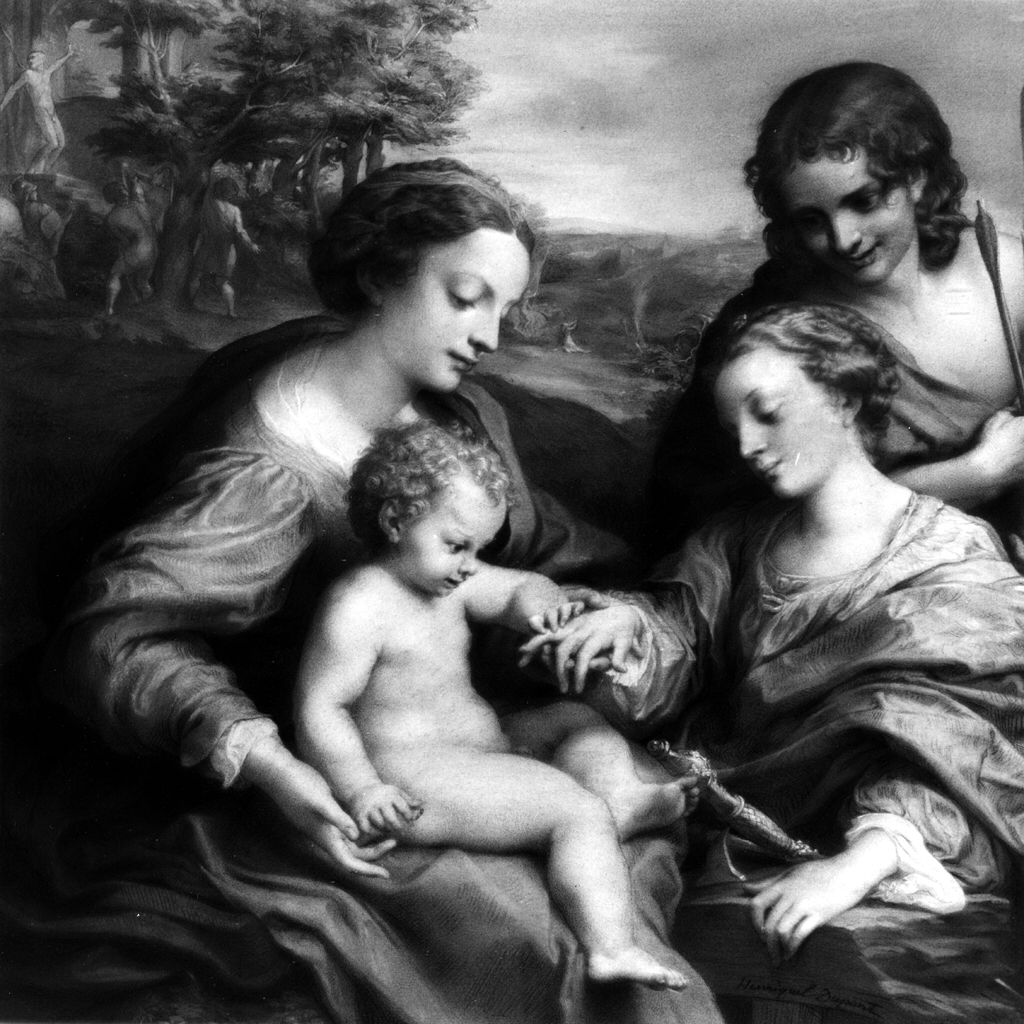
コレッジョ作品の複製版画